# HD107107
HD107107 — хімічно пекулярна зоря спектрального класу A2, що має видиму зоряну величину в смузі V приблизно  8,7.
Вона  розташована на відстані близько 953,7 світлових років від Сонця.

## Пекулярний хімічний склад
Зоряна атмосфера HD107107 має підвищений вміст 
Cr
.